# Dithalama persalsa
Dithalama persalsa là một loài bướm đêm trong họ Geometridae.